# Sint-Catharinagebied
Het Sint-Catharinagebied is een UNESCO werelderfgoed sinds 2002.
Het ligt in het Sinaïgebergte, in het oosten van Egypte. Het gebied is van religieus belang voor christenen, joden en moslims.
Pronkstuk is het Katharinaklooster.